# 十条銀座

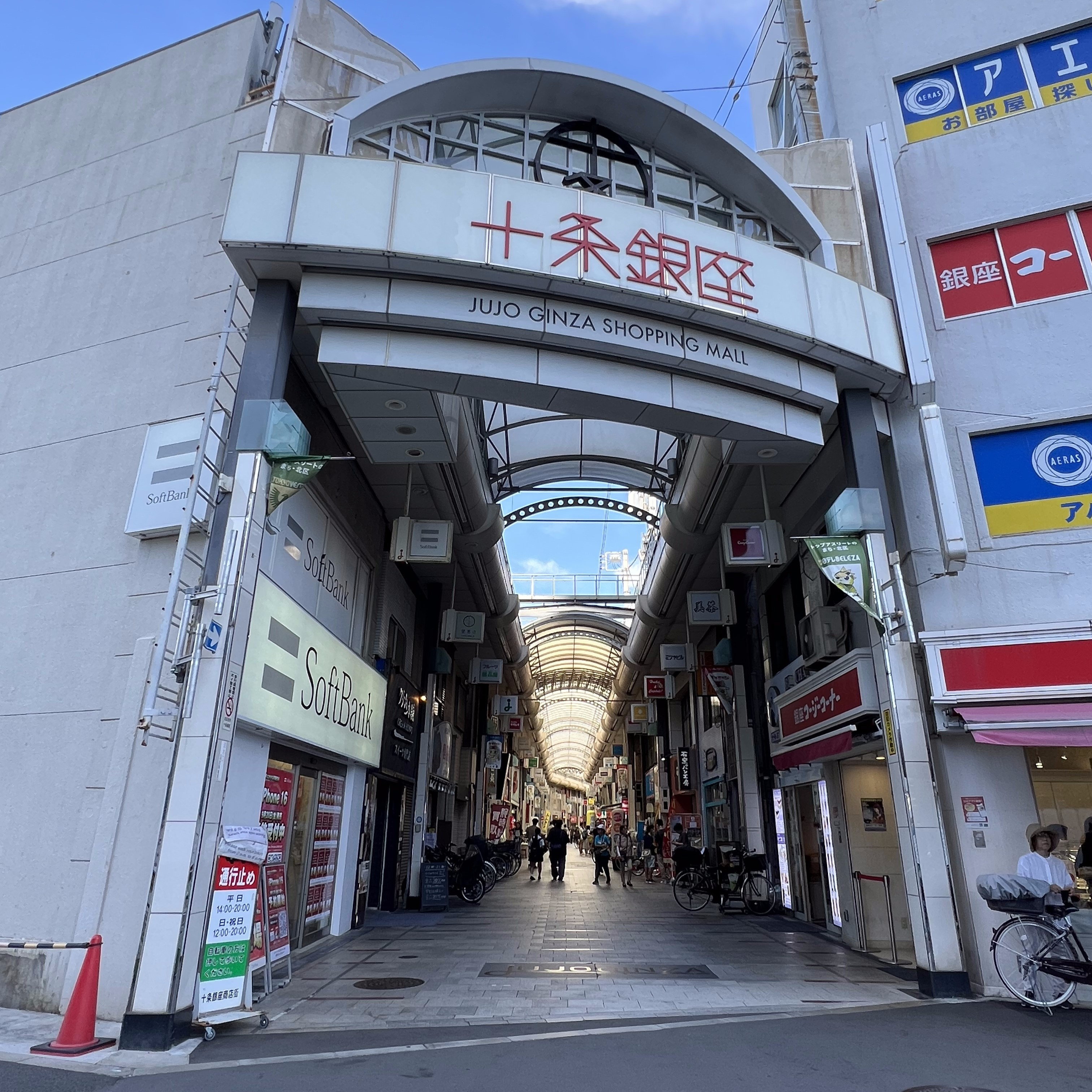
南側入口（2024年）

十条銀座（じゅうじょうぎんざ）は、東京都北区にある商店街。中心となるのは十条駅前の広場から北上する商店街で、終点では道一つを隔てて十条富士見銀座商店街につながっている。
20世紀初頭（明治30年代後半）に店が出来始め、1938年（昭和13年）に法人として組合を結成し「東京十條銀座商店街商業組合」として登記した。1952年（昭和27年）の時点では加盟店が152店だった。1967年（昭和42年）から1976年（昭和51年）まで夏の恒例行事として阿波踊りが行われた。1977年（昭和52年）から1979年（昭和54年）にかけてアーケードが整備された。約200軒の商店で構成されていて、東京都北区では最大規模の商店街である。商店街の全長は375メートル。
2021年2月に公益財団法人食品等流通合理化促進機構が主催する第30回令和2年(2020年)度優良経営食料品小売店等表彰事業で組合・商店街部門の農林水産大臣賞を十条銀座商店街振興組合が受賞した。